# 楼坪乡
楼坪乡是中国陕西省延安市安塞县下辖的一个乡。

## 行政区划
楼坪乡下辖以下行政区：
桥庄村、大南沟村、垄圪堵村、黄屯村、宋坪村、贺坪村、冯庄村、洛平川村